# (12711) Tukmit
(12711) Tukmit – planetoida z grupy Apollo należąca do planetoid bliskich Ziemi.

## Odkrycie
Została odkryta 19 stycznia 1991 roku w Obserwatorium Palomar przez Jean Mueller. Nazwa planetoidy pochodzi od Tukmita, ojcem nieba w historii stworzenia ludu Luiseño. Tukmit powstał z nicości, a wraz z Tomaiyavit zrodził pierwszych ludzi. Przed nadaniem nazwy planetoida nosiła oznaczenie tymczasowe (12711) 1991 BB.

## Orbita
(12711) Tukmit okrąża Słońce po eliptycznej orbicie w ciągu 1 roku i 106 dni w średniej odległości 1,19 j.a. W swoim ruchu orbitalnym przecina orbitę Ziemi oraz zbliża się do orbity Marsa, nie przekraczając jednak jego orbity.